# Armand Van De Kerkhove
Armand Van De Kerkhove (29 oktober 1915 – 7 december 2012) was een Belgische voetballer en ex-Rode Duivel.

## Carrière
Van De Kerckhove was verdediger en speelde tussen 1934 en 1947 bij Royal White Star Athletic Club, waar hij 287 wedstrijden speelde en 11 doelpunten maakte. Na dertien jaar in het eerste elftal van White Star te hebben gespeeld, sloot hij zijn spelerscarrière af bij Union Sint-Gillis.
Hij speelde in 1940 ook twee interlands voor de Rode Duivels. Hij maakte op 17 maart 1940 zijn debuut in het Bosuilstadion in de vriendschappelijke interland tegen Nederland, die België met 7-1 won. Zijn tweede en laatste interland speelde hij een maand later, eveneens tegen Nederland. Ditmaal verloor België met 4-2. Van de Kerckhove was hierdoor de derde speler uit de geschiedenis van White Star AC die uitkwam voor de Rode Duivels, na Jean Fievez en Georges Demulder.